# Hacienda de Uluapa
La Hacienda de Uluapa fue un latifundio novohispano ubicado en el Sotavento Veracruzano, agregado al mayorazgo y luego marquesado de Uluapa, fundada en el siglo XVI por los hermanos Alonso de Estrada y Melchor de Valdés (presbítero), hijos del conquistador Francisco Franco de Estrada y nietos de Juan de Limpias Carvajal. 
Fue durante sus tres siglos de historia, una de las haciendas más productivas del virreinato novohispano, siendo su principal función la ganadera, surtiendo carne al altiplano mexicano y cueros, cebos, y otros derivados a Cádiz a través del puerto de Veracruz, compitiendo con el vecino marquesado del Valle de Oaxaca. El territorio que abarcó en el momento de su mayor expansión (finales del siglo XVII) actualmente forma parte de los municipios de José Azueta, Carlos A. Carrillo, Chacaltianguis, Tuxtilla y Tlacojalpan en el Estado de Veracruz, y una parte de Loma Bonita en el estado de Oaxaca. Fue vecina de las haciendas de Santo Tomás de las Lomas, Guerrero y San Nicolás. La hacienda fue fraccionada en el siglo XIX a consecuencia de la supresión de los mayorazgos, y finalmente desapareció por completo tras la Revolución Mexicana del siglo XX a consecuencia del reparto agrario.

## Formación

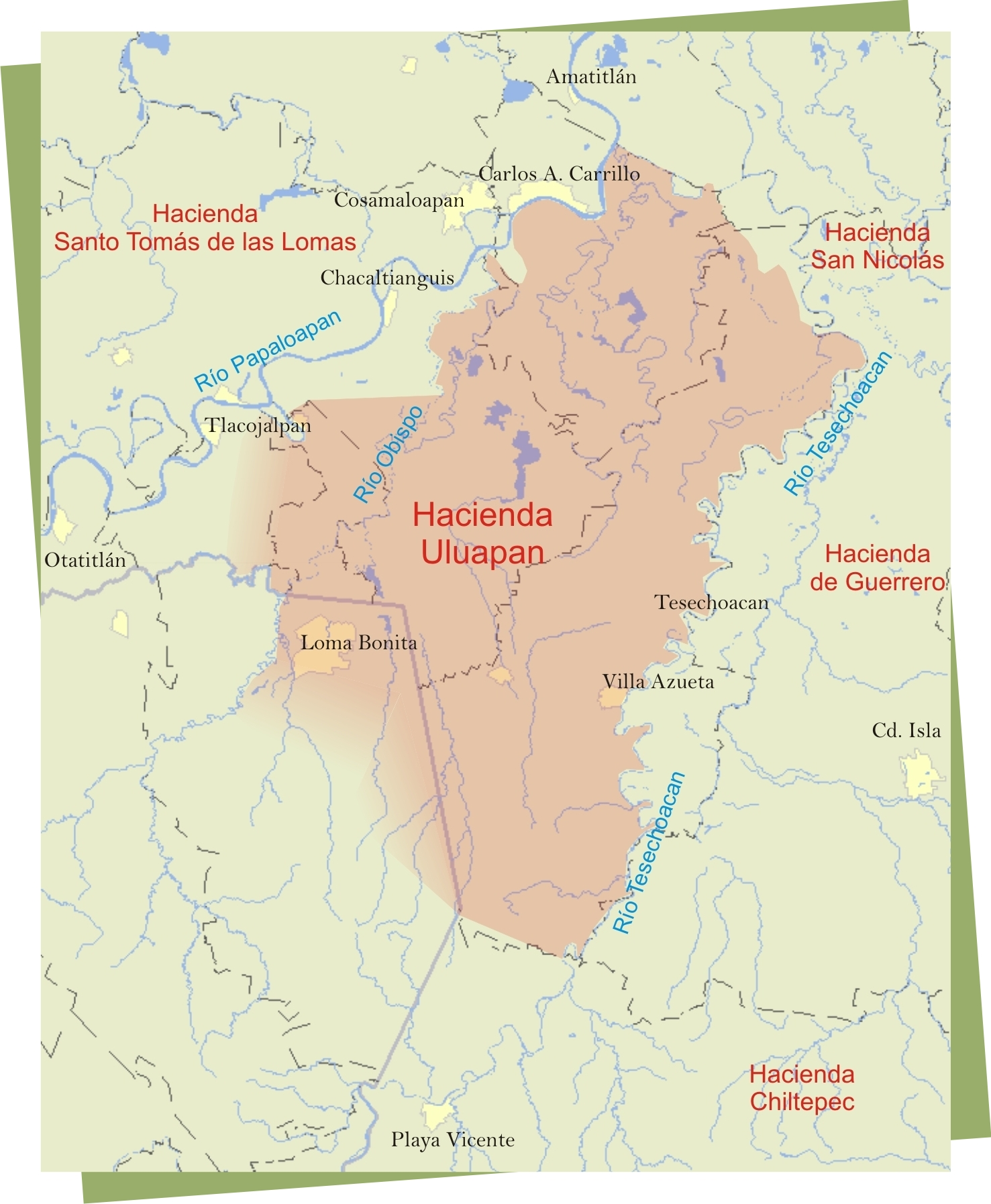
Territorio de la hacienda de Uluapa a finales del y principios del.

En la segunda mitad del siglo XVI, la Corona de Castilla comenzó a otorgar mercedes de sitios de estancia para ganado mayor y menor, así como caballerías de tierra y potreros en tierras consideradas baldías o despobladas, tanto a conquistadores como a sus descendientes, así como a caciques indígenas y otros pobladores. La mayor parte de estas tierras se repartieron casi de inmediato, con lo que la posesión de la tierra se concentró en pocas manos, formándose así los primeros grandes latifundios novohispanos.
El 18 de junio de 1574 el virrey Gaspar de Zúñiga y Acevedo otorgó una merced de un sitio de estancia para ganado mayor a Alonso de Estrada en Uluapa. Ésta es la referencia más antigua que se tiene del lugar. A partir de esta merced y otros sitios que tenían cerca del pueblo de Tesechoacan, los hermanos Alonso y Melchor fueron adquiriendo sitios y haciendas en las siguientes décadas hasta llegar a tener en 1612 (a la muerte de Melchor) 57 o 58 sitios. Los mencionados sitios correspondían básicamente a tres haciendas: la de Uluapa que ellos mismos fueron formando, la de San Cristóbal que compró en 1593 a los herederos de Melchor Ortiz de Villegas y la de Cacahuatepec que compró al momento de hacer su testamento, el 17 de febrero de 1612, al padre Juan de Silva Gavilán.

## Mayorazgo
A la muerte de Alonso en 1610 y de Melchor en 1612, deciden crear un mayorazgo con sus bienes dejando como heredero a un hijo de Alonso, Melchor de Valdés y Carvajal. En enero de 1613 se forma el mayorazgo. Melchor toma la hacienda con tutor, por ser menor de edad.
El Mayorazgo se conformó con los sitios que componían las haciendas de Uluapa, San Cristóbal y Cacahuatepec.
A la muerte del padre Melchor, estaban en trámite la compra de varios sitios, lo que se concreta durante la etapa de tutoría. En 1616, ya mayor de edad, Melchor toma en sus manos la hacienda, pero estuvo poco tiempo en su poder.
En 1619, Melchor vende las haciendas, aunque impedido legalmente para ello, al regidor Alonso Galvón. Al poco tiempo, Melchor fallece sin descendencia. La venta incluyó la hacienda de Buenavista que no estaba dentro de los bienes vinculados en mayorazgo.

## Venta y conflicto
Entre 1619 y 1648, la hacienda estuvo en manos de la familia Galván y Villaseca.

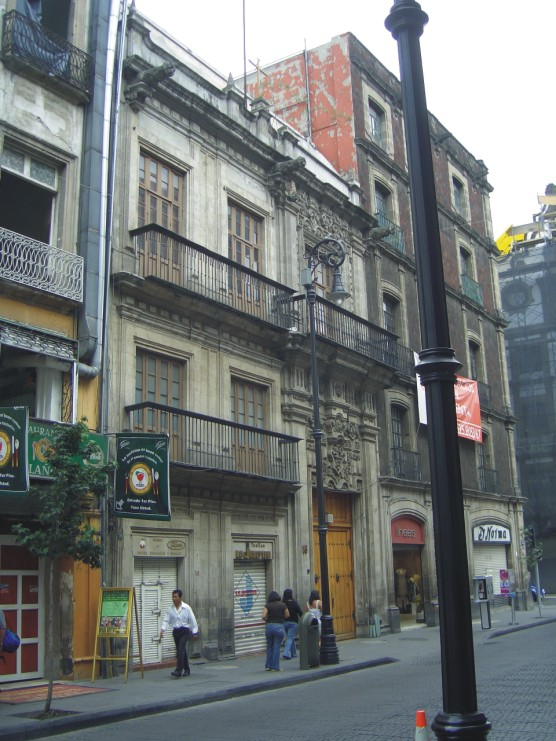
Casa de los Marqueses de Uluapa en la Ciudad de México

La hacienda comprada por el regidor Alonso Galván se une con la parte que ya poseía en la hacienda de San Nicolás.
En 1627, Isabel de Alcázar y Carvajal, viuda de Francisco de Estrada (hijo natural de Alonso de Estrada y por lo tanto, medio hermano de Melchor de Valdés y Carvajal) pide la anulación de la venta por ser bienes vinculados y los reclama para su hijo Diego de Estrada.
La Real Audiencia de México emitió su resolución en 1630, pidió devolver los bienes vinculados a cambio de que devolvieran determinada suma de dinero. La parte del regidor Alonso Galván se inconforma y solicita revisión de la sentencia.
En 1635 la Real Audiencia de México resuelve en revista ratificando la sentencia de 1630.
Después de muchos alegatos en favor y en contra de las partes, finalmente se hace la entrega de las haciendas del mayorazgo a Diego de Estrada en 1648.

## Posesión familiar 1648-1708
Diego de Estrada y Carvajal poseyó la hacienda entre 1648 y 1668, año de su muerte. Al ser sus descendientes menores de edad su viuda Luisa de Chávez Galindo, como tutora, toma las riendas hasta que el heredero Francisco Ángel de Estrada alcanza la mayoría de edad, en la década de 1680. Francisco murió en 1708.
Al tomar Diego la hacienda, no habían terminado los problemas con la familia Galván. Los problemas se centraban en la posesión de 5 sitios de estancia. En algún momento se resolvieron a favor de la familia Estrada porque a la muerte de Ángel Francisco ya le pertenecían. También en este periodo la familia volvió a adquirir la hacienda de Buenavista.

## Pleito tripartita 1708-1726
A la muerte de Francisco Ángel y no dejar herederos legítimos, se inicia un nuevo pleito por la sucesión del vínculo y con ello de la hacienda. El pleito se dio entre tres partes: el canónigo Diego de Estrada y Galindo, hermano de Francisco; las hijas naturales que había tenido Francisco con Bernarda de Abendaño, María Theresa y Luisa Francisca; y María Luisa de Acevedo y Estrada, sobrina de Diego y Francisco, hija de la hermana mayor.
El 13 de enero de 1711, la Real Audiencia dicta sentencia favoreciendo a Diego de Estrada y Galindo. Las hijas naturales de Francisco quedaron inconformes, aunque en la misma sentencia les dieron los bienes que no estaban vinculados, es decir los 5 sitios de estancia y la hacienda de Buenavista.
En este periodo, Diego que era presbítero, y ocupó los cargos de canónigo y Deán en la catedral de Guadalajara, recibió los títulos de nobleza de Vizconde de Estrada y Marqués de Uluapa. El título se expidió el 26 de mayo de 1710.
A la muerte de Diego, en 1726, hereda a su sobrina María Luisa, tanto los títulos como el mayorazgo, en este último va incluida la hacienda de Uluapa.

## Consolidación 1726-1830's
Durante el periodo entre 1726 y la década de 1830, la posesión y sucesión de la hacienda fue lineal y sin problemas. En este periodo la familia vuelve a adquirir los 5 sitios de estancia y la hacienda de Buenavista que en 1711 habían heredado las hijas naturales de Ángel Francisco.
María Luisa la recibe en 1726 y la deja en 1733 a su hijo Alejandro de Acevedo y Cosío quién la posee hasta su muerte en 1776. El hijo mayor de Alejandro, Manuel de Acevedo y Cosío toma la posesión por los siguientes 20 años, hasta su muerte en 1796. El siguiente sucesor fue Manuel Alejandro de Acevedo y Cosío, quién muere en 1810, quedando por sucesor su hijo Alejandro Mariano, pero al tener este tan solo 5 años, queda como tutora y responsable de los bienes la viuda María Josefa Rodríguez y Velasco. Fue a ellos a quienes les tocó vivir durante la desaparición de los mayorazgos y vender la hacienda en la década de los 1830s.
Durante la etapa de la independencia de México la hacienda sufre perdidas por la acción de varios grupos que actúan en la región.

## Fraccionamiento
Después de la Independencia, se decreta la desaparición de los mayorazgos, lo cual sienta el precedente para la venta y fraccionamiento de la hacienda de Uluapa. En la década de 1830s la hacienda se vende al presbítero Antonio Bravo. Esta venta de la familia Acevedo y Cosío ocasionó problemas legales por incumplimiento en las condiciones de venta, pero a mediados del siglo XIX, ya estaban arreglados y existen nuevas haciendas en el territorio que ocupó la hacienda de Uluapa. La hacienda continuó existiendo pero con territorio muy mermado.
Las nuevas haciendas fueron Mata de Agua, el Aguacate, San José del Carmen, Buenavista y San Jerónimo.

## Desaparición
En el siglo XX, después de la Revolución, surgió el reparto agrario, por lo que se fraccionaron las haciendas resultantes de la fracción inicial de la antigua hacienda de Uluapa, repartiéndolas en pequeños ejidos y tierras comunales, como permanecen hasta la fecha. 